# ABC News
ABC News é uma divisão de jornalismo da American Broadcasting Company (ABC), um conglomerado de radiodifusão comercial dos Estados Unidos. Seu site e setor de notícias pertence a Disney Interactive Media Group, subsidiária da Walt Disney Company.

## História

### Origens no século XX
A ABC começou em 1943 como a NBC Blue Network, uma rede de rádio que foi desmembrada da NBC, conforme determinação da Comissão Federal de Comunicações (FCC) em 1942. A razão para a ordem foi expandir a concorrência na radiodifusão nos Estados Unidos, especialmente na transmissão de notícias e política, e ampliar os pontos de vista projetados. Apenas algumas empresas, como a NBC e a CBS, dominavam o mercado de rádio. A NBC conduziu a separação voluntariamente, caso sua apelação da decisão fosse negada e ela fosse forçada a dividir suas duas redes em empresas separadas.
As transmissões regulares de notícias na televisão pela ABC começaram logo após a rede lançar sua estação de televisão própria (WJZ-TV, agora WABC-TV) e seu centro de produção na Cidade de Nova York em agosto de 1948. As transmissões continuaram à medida que a rede ABC se expandia nacionalmente. Até o início da década de 1970, os programas de notícias da ABC e a rede em geral classificavam-se consistentemente em terceiro lugar em audiência, atrás dos programas de notícias da CBS e da NBC. A ABC tinha menos emissoras afiliadas e uma programação em horário nobre mais fraca para sustentar as operações de notícias da rede em comparação com as duas maiores, que já haviam estabelecido suas operações de notícias no rádio durante a década de 1930.

### Roone Arledge

Logo usado de 1978 a 1999

Na década de 1970, a rede havia se recuperado efetivamente, com seus programas de entretenimento em horário nobre alcançando índices de audiência mais significativos e gerando receitas publicitárias e lucros mais altos para a ABC como um todo. Com a nomeação do presidente da ABC Sports, Roone Arledge, como presidente da ABC News em 1977, a ABC investiu recursos para torná-la uma fonte significativa de conteúdo noticioso. Arledge, conhecido por experimentar com o "modelo" de transmissão, criou muitos dos programas mais populares e duradouros da ABC News, incluindo 20/20, World News Tonight, This Week, Nightline e Primetime Live. O antigo slogan da ABC News, "Mais americanos obtêm suas notícias da ABC News do que de qualquer outra fonte." (introduzido no final dos anos 1980), referia-se ao número de pessoas que assistiam, ouviam e liam o conteúdo da ABC News na televisão, rádio e (eventualmente) na internet, e não necessariamente apenas às transmissões.
Em junho de 1998, a ABC News (que possuía 80% de participação no serviço), a Nine Network e a ITN venderam suas respectivas participações na Worldwide Television News para a Associated Press.[carece de fontes?] Além disso, a ABC News assinou um contrato de conteúdo plurianual com a AP para seu serviço de vídeo para afiliadas, a Associated Press Television News (APTV), ao mesmo tempo em que fornecia material do serviço de vídeo noticioso da ABC, o ABC News One, para a APTV.

### Século XXI
Em 7 de agosto de 2014, a ABC anunciou que relançaria sua divisão de rede de rádio, ABC Radio, em 1º de janeiro de 2015. A mudança ocorreu após o anúncio de que a Cumulus substituiria seu serviço de rádio ABC News pelo Westwood One News (via CNN). Em 20 de setembro de 2019, a ABC Radio foi renomeada como ABC Audio, já que a rede passou a oferecer um portfólio de podcasts e outras formas de conteúdo sob demanda e linear.
Em abril de 2018, foi anunciado que o FiveThirtyEight seria transferido da ESPN Inc. para a ABC News, ambas majoritariamente pertencentes à The Walt Disney Company. Em 10 de setembro de 2018, a ABC News lançou uma segunda tentativa de expandir a marca Good Morning America para a tarde com o programa GMA3: What You Need to Know. Em maio de 2019, foi lançado o ABC News Live, um canal de streaming focado em notícias, na plataforma Roku.
Após uma reorganização da empresa-mãe da ABC, The Walt Disney Company, que criou o segmento Walt Disney Direct-to-Consumer and International em março de 2018, a ABC News Digital e o Live Streaming, incluindo ABC News Live e FiveThirtyEight, foram transferidos para o novo segmento.
Em uma pesquisa da Simmons Research realizada em outubro de 2018 com 38 organizações de notícias, a ABC News foi classificada como a segunda organização noticiosa mais confiável pelos americanos, atrás apenas do The Wall Street Journal.
Em dezembro de 2024, a proprietária da ABC, a The Walt Disney Company, resolveu um processo por difamação movido por Donald Trump contra a ABC News, concordando em doar 15 milhões de dólares para a futura fundação da biblioteca presidencial de Trump e pagar 1 milhão de dólares em honorários advocatícios dele. A Disney também concordou que a ABC e o âncora George Stephanopoulos publicassem uma declaração afirmando que lamentavam que Stephanopoulos, em uma entrevista com Trump, tenha repetidamente dito que Trump havia sido considerado culpado por estuprar E. Jean Carroll.